# Cyryk i Julita
Cyryk i Julita (zm. ok. 305 w Tarsie) – męczennicy chrześcijańscy, święci katoliccy i prawosławni. Cyryk (również Kwiryk, Cyr, Cyriak) był synem Julity.

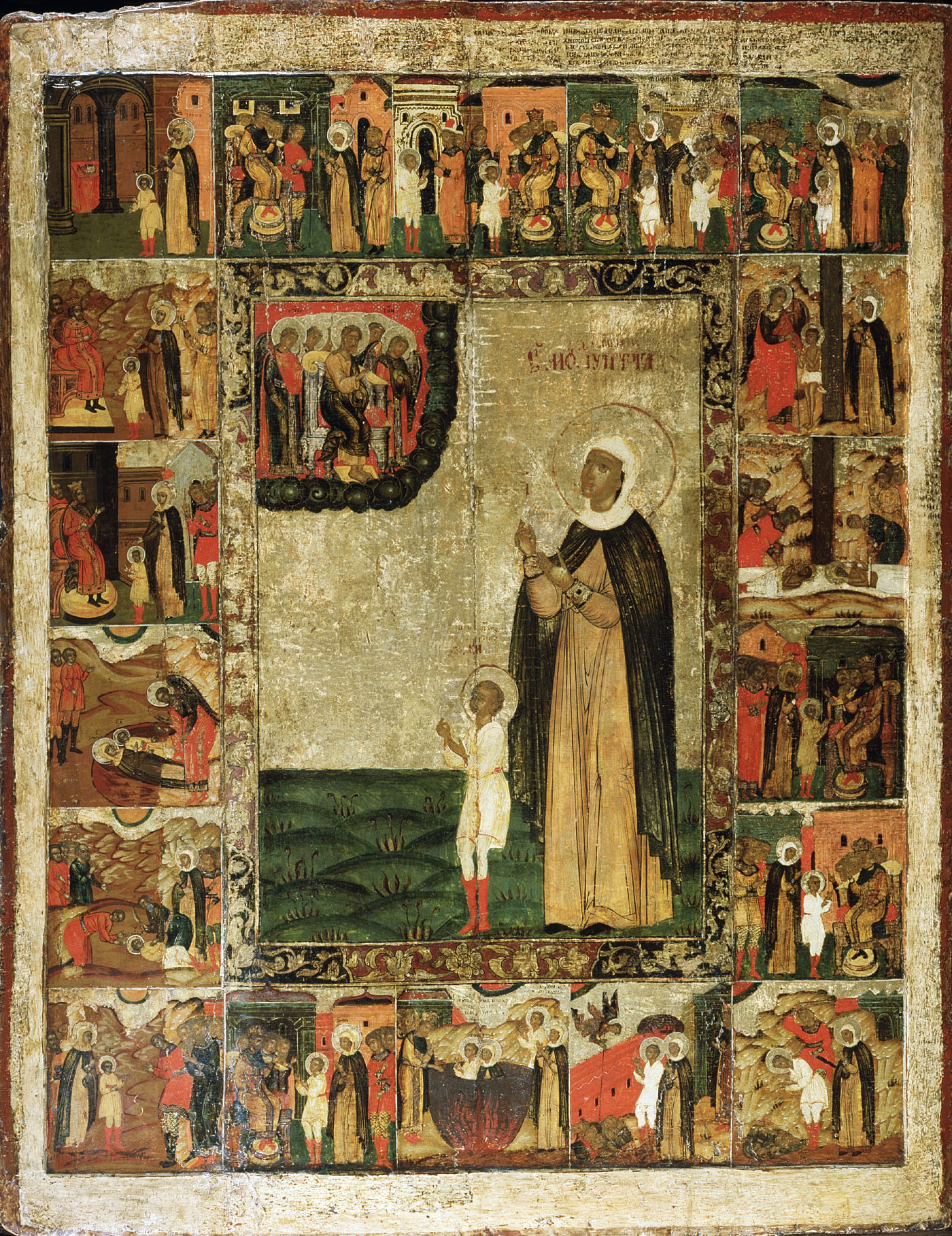
Święci Cyryk i Julita oraz historia ich życia na XVII-wiecznej ikonie.

## Życie
Julita ze swoim trzyletnim synem Cyrykiem i dwoma służącymi uciekli przed prześladowaniami z Ikonium do Tarsu. Jednak tam zostali zidentyfikowani jako chrześcijanie. W związku z wyznawaną wiarą, Julitę poddano torturom, a w tym czasie Cyryka na kolanach trzymał gubernator Tarsu. Dziecko podrapało twarz gubernatora oraz wyznało wiarę chrześcijańską, co tak rozgniewało gubernatora, że rzucił Cyrykiem o schody, powodując jego śmierć. Następnie Julita została ścięta. Ciała Julity i Cyryka wyrzucono poza miasto, na stertę ciał należących do przestępców. Jednak w tajemnicy dwie służące odnalazły ich zwłoki i pochowały na pobliskim polu.

## Kult
Wspomnienie liturgiczne świętych Cyryka i Julity w Kościele katolickim obchodzone jest 16 czerwca.
Kościoły wschodnie wspominają męczenników 15 lipca, tj. 28 lipca według kalendarza gregoriańskiego.
W ikonografii święci Cyryk i Julita często przedstawiani są razem podczas męczeństwa. Cyryk przedstawiany jest jako małe dziecko rzucone na ziemię.
Istnieją miejsca nazwane na cześć Cyryka w Europie i na Bliskim Wschodzie – Cyryk to Saint-Cyr występujący w wielu francuskich toponimach. Kult tych świętych był silny we Francji po tym, jak św.Amator biskup Auxerre, sprowadził ich relikwie z Antiochii w IV wieku. 